# Правила візуальних польотів

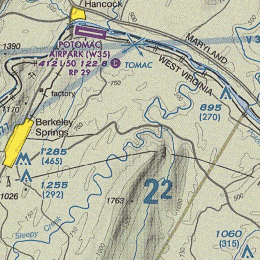
Типова карта для візуальних польотів

Правила візуальних польотів (ПВП), англ. visual flight rules (VFR) ― збірник норм і правил, згідно з якими пілот керує повітряним судном за погодних умов і видимості достатніх, щоб бачити рух борта відносно землі. Властиво погода повинна бути кращою за базові ПВП погодні мінімуми, тобто відповідати погоднім вимогам для ПВП (англ. visual meteorological conditions (VMC), як зазначено у відповідних правилах, випущених авіаційною владою даної країни. Пілот повинен бути здатним керувати літаком в постійному візуальному контакті із землею і мати можливість візуально уникати перешкод та інших бортів.
Якщо погода гірша за VMC, екіпаж зобов'язаний послуговуватись правилами польотів за приладами (ППП), англ. instrument flight rules (IFR), відповідно керування літаком здійснюватиметься головним чином відповідно до показів авіоніки, а вже потім ― візуально. В зоні повітряного контролю політ за правилами ПВП може потребувати дозволу від диспетчерської служби для набуття статусу Особливий ПВП (Special VFR).

## Вимоги
ПВП вимагає від пілота бути здатним бачити поза межами кабіни, щоб контролювати висоту літака, здійснювати навігацію, уникати перешкод та інших літаків. Урядові організації встановлюють особливі вимоги для ПВП польотів, включаючи мінімальну видимість, відстань до хмар з метою переконаності пілота в тому, що повітряне судно в режимі ПВП видиме з достатньої відстані з метою безпеки.
В умовах, що гірші за погодні вимоги для ПВП, мінімальна видимість, відстань до хмар, вимоги допуску польотів за умови хмарності міняються в залежності від юрисдикції та належності до повітряного простору поточного місцезнаходження літака.
В деяких країнах дозволений нічний ПВП. Даний режим польоту дозволений виключно за умов більш суворого дотримання чітких вимог, наприклад, дотримання мінімальної безпечної висоти і може вимагати від пілота додаткового тренування, оскільки в нічний час здатність бачити та уникати перешкоди суттєво погіршується.
Пілот в режимі ПВП зобов'язаний «бачити та уникати» перешкоди та інші борти, нести відповідальність за дотримання безпечних інтервалів з іншими учасниками повітряного руху, оскільки в більшості випадків літаки в режимі візуального польоту не отримують вказівки про висоту та маршрут від авіадиспетчерської служби. Залежно від категорії повітряного простору, де проходить політ, літак ПВП може потребувати мати на борту транспондер для полегшення контролю з боку диспетчера і ідентифікації літака на екрані радара.

## Дорадчий режим контролю
В США, Канаді та Австралії пілот ПВП поза повітряним простором B/C/D може запросити від диспетчера «супровід польоту» (англ. traffic advisory). Така послуга доступна в тому разі, якщо диспетчер має таку можливість паралельно з основними обов'язками, але і в такому разі супровід буде здійснюватись у дорадчому режимі. Відповідальність за дотримання ешелонів та інтервалів з іншими бортами залишатиметься за пілотом. У Великій Британії така послуга відома під назвою «англ. Traffic Service», в інших країнах ― «англ. Flight Information Service».